# KZXL
Koordinaten: 31° 20′ 5″ N, 94° 40′ 10″ W
KZXL war ein US-amerikanischer Hörfunksender aus Hudson im US-Bundesstaat Texas. KZXL sendete auf der UKW-Frequenz 96,3 MHz und ist seit 2009 nicht mehr aktiv. Eigentümer war die Pentagon Communications, LLC.